# Campeonato Nacional da 1ª Divisão de Andebol 1973–74
O Campeonato Português de Andebol Masculino (Seniores) de 1973/74 foi a 22ª edicão, competição organizada pela Federação de Andebol de Portugal. O CF “Os Belenenses” conquistou o seu 1º Título.

## Classificação da Fase da Metrópole
| Pos | Equipa                 | J  | V  | E | D  | GM  | GS  | Diff | Pts |
| --- | ---------------------- | -- | -- | - | -- | --- | --- | ---- | --- |
| 1   | Belenenses             | 22 | 21 | 1 | 0  | 548 | 327 | +221 | 65  |
| 2   | SL Benfica             | 22 | 18 | 1 | 3  | 433 | 325 | +108 | 59  |
| 3   | FC Porto               | 22 | 16 | 1 | 5  | 478 | 363 | +115 | 55  |
| 4   | Sporting CP            | 22 | 15 | 0 | 7  | 361 | 323 | +38  | 52  |
| 5   | Técnico                | 22 | 10 | 0 | 12 | 386 | 362 | +24  | 42  |
| 6   | Vitória de Setúbal     | 22 | 9  | 2 | 11 | 354 | 390 | -36  | 42  |
| 7   | Banco Espírito Santo   | 22 | 9  | 1 | 12 | 380 | 411 | -31  | 41  |
| 8   | Desportivo de Portugal | 22 | 8  | 1 | 13 | 369 | 428 | -59  | 39  |
| 9   | Almada                 | 22 | 8  | 0 | 14 | 381 | 416 | -35  | 38  |
| 10  | Campo de Ourique       | 22 | 6  | 1 | 15 | 396 | 502 | -106 | 35  |
| 11  | Académico do Porto     | 22 | 5  | 2 | 15 | 307 | 423 | -116 | 34  |
| 12  | Progresso              | 22 | 2  | 0 | 20 | 291 | 425 | -134 | 25  |

Existe uma diferênca entre Golos marcados e sofridos nesta classificação.